# Castelvetro Piacentino
Castelvetro Piacentino är en ort och kommun i provinsen Piacenza i regionen Emilia-Romagna i Italien. Kommunen hade 5 301 invånare (2018).